# Beyatt Lekweiry
Beyatt Lekweiry (ur. 11 kwietnia 2005 w Nawazibu) – mauretański piłkarz grający na pozycji pomocnika. Od 2021 jest zawodnikiem klubu AS Douanes.

## Kariera klubowa
Swoją karierę piłkarską Lekweiry rozpoczął w klubie FC Nouadhibou. W 2021 zadebiutował w nim w mauretańskiej pierwszej lidze. W tym samym roku odszedł do AS Douanes.

## Kariera reprezentacyjna
W reprezentacji Mauretanii Lekweiry zadebiutował 20 stycznia 2021 w przegranym 0:2 meczu Pucharu Narodów Afryki 2021 z Mali, rozegranym w Duali. Był to jego jedyny mecz rozgerany na tym turnieju.